# Ernst Pepping
Ernst Pepping, född 12 september 1901 i Duisburg, Tyskland, död 1 februari 1981 i Spandau i Västberlin, var en tysk organist och tonsättare.

## Biografi
Pepping studerade komposition vid Berliner Hochschule für Musik för Walter Gmeindl mellan 1922 och 1926. Han hör till samtidens mest kända tonsättare inte minst på kyrkomusikens område, där han anknutit till 1500-talets polyfoni i sina a cappellaverk, t.ex. Matteuspassionen (1950), och till traditionen Bach – Max Reger – Hugo Distler i sina orgelverk (bl. a. samlingarna Kleines Orgelbuch och Grosses Orgelbuch, 1941). Cyklerna Das Jahr och Der Wagen (båda 1942) är hans mest kända verk. Hans tredje symfoni, Die Tageszeiten (1948), företräder ett ljusare tonspråk.

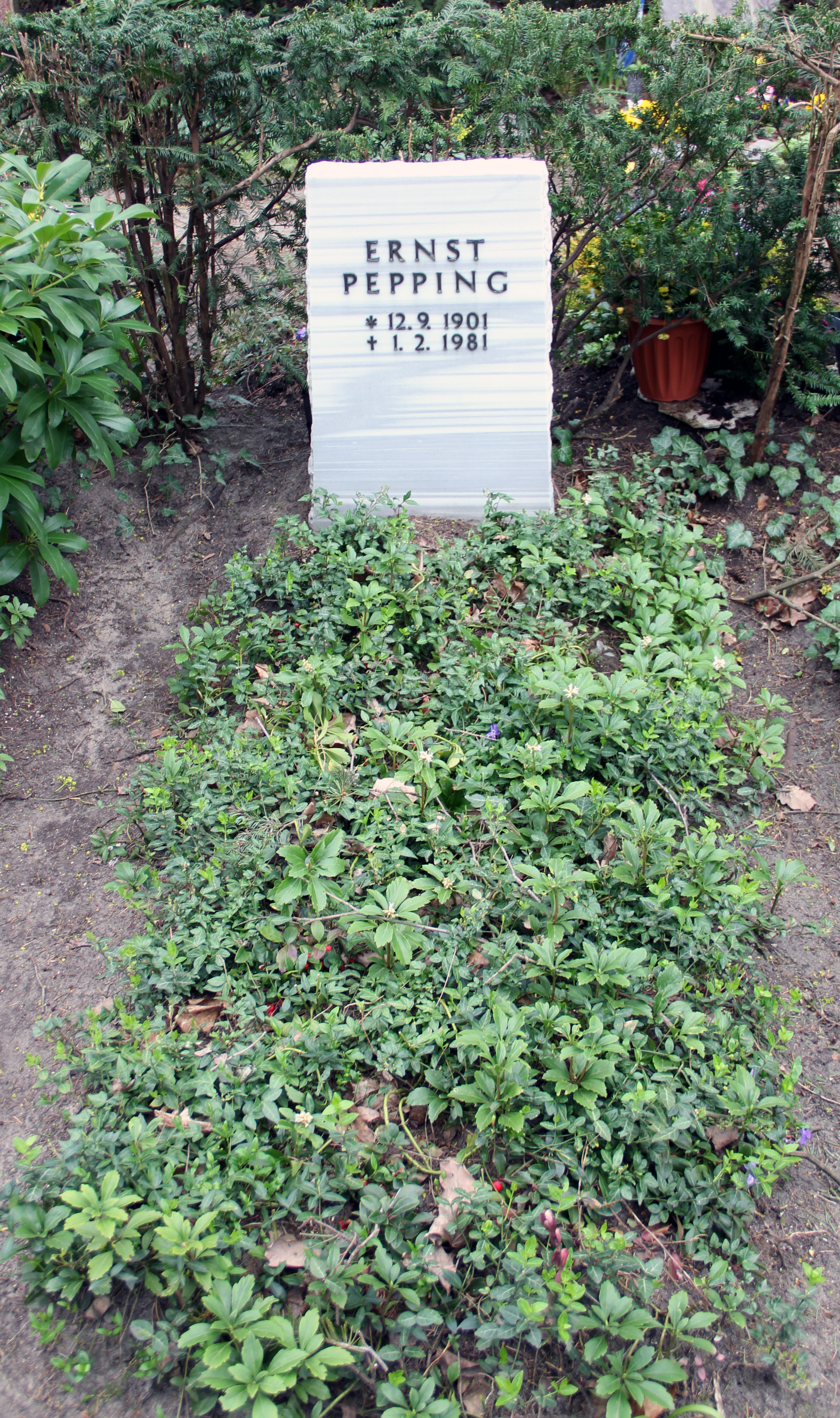
Peppings gravplats vid Trakehner Allee 1 i Berlin-Westend.

År 1934 utsågs Pepping till lärare i musikteori och komposition vid Spandauer Kirchenmusikschule i Spandau, där han stannade under en stor del av sitt liv. Bland hans många elever var bl. a. Helmut Barbe. Pepping undervisade också på Berliner Hochschule 1935-1938, och igen 1947-1968 som professor i kyrkomusik och komposition.
Pepping fick flera utmärkelser för sina kompositioner, och promoverades till hedersdoktor vid Freie Universität Berlin 1961 och Kirchliche Hochschule Berlin-Zehlendorf  1971.

## Eftermäle
Asteroiden 11043 Pepping är uppkallad efter honom.

## Kompositioner
- Tre symfonier (inspelade på CPO) 1932, 1942 (f-moll), 1944 (Ess) (Die Tageszeiten).
- En pianokonsert (1950)
- Variationer för orkester (pub. 1949)
- Zwei Orchesterstücke über ein Chanson des Binchois (1958)
- Mässor, motetter och andra verk för liturgiskt bruk, bl. a. 
  - Deutsche Choralmesse (1931)
  - Und ist ein Kind geboren, motett (1936)
  - Ein jegliches hat seine Zeit, tre motetter från Tredje Moseboken (1937)
  - Jesus und Nikodemus (1938)
  - Deutsche Messe (1938)
  - Missa Dona nobis pacem (1948)
  - Heut und ewig Liederkreis nach Gedichten von Goethe för a cappellakör
  - En variation av Te Deum (1956)
  - Die Weihnachtsgeschichte des Lukas", a cappellakör (1959)
  - Passionsbericht des Matthäus, a cappellakör(1960)
- Orgelverk
  - Organ sonata (pub. 1958)
  - Three Fugues på BACH (pub. 1949)
  - Großes Orgelbuch I: Advent & Jul (pub. 1941)
  - Großes Orgelbuch II: Passion (pub. 1941)
  - Großes Orgelbuch III: Påsk, Kristi himmelsfärd, pingst, Mikaeli (pub. 1941)
  - Kleines Orgelbuch (pub. 1941)
- Pianoarbeten
  - Sonatine (1931)
  - Sonata for piano (pub. 1937)
- Sånger
  - Liederbuch nach Gedichten von Paul Gerhard för mezzosopran & piano (1946)